# 熊本県の市町村歌一覧
熊本県の市町村歌一覧（くまもとけんのしちょうそんかいちらん）は、日本の熊本県に属する市町村で制定されている、もしくは過去に制定されていた市町村歌などの自治体歌やそれに準じた楽曲の一覧である。なお、一覧の順序は全国地方公共団体コード順による。

## 概説
県庁所在地の熊本市では昭和初期に作られた市歌が現在も存続しているが、市制100周年と120周年の節目にも記念愛唱歌が作られている。その他の市では1970年代以降に作られた比較的新しい楽曲が多く、市民音頭のみを制定している合志市を含めて全ての市で何らかの楽曲が作成されているが平成の大合併で新たに誕生した市かそれ以前から存在していた市かを問わず、正規の市歌制定ではなくイメージソングの選定を行う事例が目立つのが特徴である。
町村部では1990年代以降も散発的に町歌・村歌の制定が見られる。特に町村部の町村歌、町民・村民音頭では作詞を詩人の山口白陽、作曲を平成音楽大学創始者で「熊本県民の歌」を手掛けた出田憲二が担当しているものが多い。

## 熊本市
- 熊本市歌[1] - 1930年（昭和5年）3月制定

作詞：東岡正治 作曲：鳥飼哲夫
- 光るグリーンシティ[1] - 1989年（平成元年）発表[2]

作詞：藤本征男 作曲：イルカ
市制100周年記念歌。
- ときめいて・くまもと[1] - 2010年（平成22年）4月29日発表

作詞：星合節子 作曲：寺嶋民哉
市制120周年記念歌。

### 熊本市の区民音頭
熊本市の政令指定都市移行後に北区で「北区音頭」、西区で「西区おてもやん音頭」（民謡「おてもやん」の替え歌）などの区民音頭作成が提案されている。

## その他市部
八代市
- 陽は昇る - 1970年（昭和45年）8月17日制定[5]

作詞：耕浩人 作曲：平井康三郎
新設合併前の（旧）八代市の2代目の市歌であるが、合併に参加した他の町村が町村歌を制定していなかったため合併協議会では「新市の歌については、新市において定める」としながらも「ただし、現在の市歌及び市町村音頭等については、愛唱歌として伝承していくものとする」との申し合わせを受けて新設合併後も存続している。
- わたしのまちは[6] - 1990年（平成2年）10月1日制定[5]

作詞：河島渉 作曲：円広志 編曲：森俊之
新設合併前の（旧）八代市が制定した市民愛唱歌であるが前述の申し合わせに基づき存続しており、2015年（平成27年）の合併10周年を機に本曲を新設合併後の統一的な市民歌として扱われている。
- 笑顔deあいさつ しあわせ発信! 八代[7] - 2012年（平成24年）発表

作詞・作曲：際田まみ
市が行っている「笑顔deあいさつ日本一運動」のキャンペーンソング。新設合併後の新市で初めて作られた楽曲である。
人吉市
- 人吉市民の歌[8] - 1960年（昭和35年）7月16日制定

作詞：佐藤末治 作曲：下総皖一
荒尾市
- 荒尾市歌[9] - 1952年（昭和27年）制定

作詞：猿渡幸夫 作曲：梅沢信一
市制10周年記念。
- 風が咲かせる希望の街

市イメージソング。
水俣市
- 水俣市民の歌[10] - 1978年（昭和53年）3月24日制定

作詞：犬童君代 補作：水俣市教育委員会 作曲：岩本義久
玉名市
- 我らの故郷 玉名[11] - 2007年（平成19年）発表、2018年（平成30年）10月3日制定

作詞：浦邊舞 作曲：金島宗治
玉名市民音楽祭テーマソングとして歌われていた楽曲を合併後に統一的な市歌として制定した。2代目（新接合併後としては初代）の市歌である。
山鹿市
- YA・MA・GA 〜この町の未来になろう〜[12]

作詞：樋口了一、Yカルテット 作曲：樋口了一
市イメージソング。
菊池市
- 合唱組曲「菊池」 - 1998年（平成10年）発表[13]

作詞：堀川喜八郎 作曲：出田敬三
第11回熊本県民文化祭開催記念。
宇土市
- 宇土市民の歌[14] - 1976年（昭和51年）10月1日制定

作詞：林田憲義 補作・作曲：岩代浩一
上天草市
- 上天草市民の歌 〜ありがとう上天草〜[15] - 2014年（平成26年）10月26日制定

作詞：上天草市民 補作・作曲：樹原涼子
合併10周年記念。
宇城市
- 伸びゆく宇城市[16] - 2007年（平成19年）1月27日制定

作詞：岩代浩一 作曲：岩代太郎
阿蘇市
- 阿蘇ものがたり[17] - 2009年（平成21年）発表

作詞・作曲：オオガタミズオ
市イメージソング。
天草市
- ふるさとは天草 - 2013年（平成25年）発表

作詞：金子正明 補作：やすだひさし 作曲：伊藤雪彦 編曲：伊戸のりお
市イメージソング、天草諸島世界遺産登録応援歌。歌唱は逢川まさき。
合志市
- 合志市民音頭 志合わせて[19] - 2011年（平成23年）制定

作詞：駒井瞭 補作：津村寛子 作曲：翔白陽
合併5周年記念。初音ミクが踊るアニメーションPVを市が制作している。

## 町村部
下益城郡美里町
- 美しい里 美里町 - 2024年（令和6年）11月1日制定[21]

作詞：寺西章 作曲：出田敬三
合併20周年記念。
玉名郡玉東町
- 玉東平成音頭

玉名郡南関町
- 南関音頭

作詞：塩沢和美 作曲：川村弘信
玉名郡長洲町
- 長洲音頭
- 長洲よかとこ音頭 - 2013年（平成25年）

玉名郡和水町
- （不明）

菊池郡大津町
- ホットタウン大津 - 1999年（平成11年）発表

作詞・作曲：福居悠子
町イメージソング。
菊池郡菊陽町
- 菊陽音頭

2011年（平成23年）に人権啓発テーマソング「こころ」（作詞・作曲・編曲：ちひろ）が作成されている。
阿蘇郡南小国町
- きよら歌[23] - 2002年（平成14年）10月16日制定

作詞：宗内正徳 作曲：山田義成 編曲：竹口美紀
阿蘇郡小国町
- （不明）

阿蘇郡産山村
- 産山音頭[24]

作詞：産山村選定 作曲：岩代浩一
阿蘇郡高森町
- 風鎮サンバ

創作民謡。
阿蘇郡西原村
- （不明）

阿蘇郡南阿蘇村
- 大地の讃歌[25] - 2006年（平成18年）制定

作詞・作曲：岩代浩一
上益城郡御船町
- （不明）

上益城郡嘉島町
- （不明）

上益城郡益城町
- 益城町民の歌

作詞：山口白陽 作曲：出田憲二
上益城郡甲佐町
- 甲佐町民の歌

作詞：山口白陽 作曲：出田憲二
上益城郡山都町
- 山都町賛歌[26] - 2007年（平成19年）発表

作詞：右山昌一郎 作曲：片山和代 編曲：溝渕新一郎
八代郡氷川町
- 氷川音頭[27]

作詞：有馬みつぐ
葦北郡芦北町
- 芦北町民歌[28]

作詞：武藤光麿 作曲：渋谷沢兆
新設合併前の（旧）芦北町が制定していた町歌である。（旧）芦北町には、この町歌の他に「出逢い」「夢」の2曲のイメージソングが存在した。田浦町・芦北町合併協議会において合併後の町歌は「新町において新たに定める」との申し合わせに基づき失効したものとして扱われているが、新町歌の制定は実現していない。
葦北郡津奈木町
- 津奈木音頭

球磨郡錦町
- みどりの贈りもの - 2009年（平成21年）制定

作曲：石塚まみ
球磨郡多良木町
- 多良木音頭

球磨郡湯前町
- （不明）

球磨郡水上村
- 水上の物語 〜いのちの源〜 - 2012年（平成24年）3月発表

作詞・作曲：実愛
村イメージソング。
球磨郡相良村
- 相良音頭

作詞：本多晋 作曲：村松覚治
球磨郡五木村
- 五木村讃歌 - 2009年（平成21年）制定

作詞：はまだたつろう 作曲：大庭照子
伝統的な愛唱歌として全国的に有名な「五木の子守唄」がある。
球磨郡山江村
- 山江村の歌

作詞：岩代浩一
球磨郡球磨村
- 球磨村音頭[30]

作詞：山口白陽 作曲：出田憲二 編曲：出田敬三
球磨郡あさぎり町
- あさぎり町の歌[31] - 2013年（平成25年）4月14日制定

作詞：石原一輝 作曲：田山みゆき
合併10周年記念。
天草郡苓北町
- 苓北音頭[32]

作詞：浜名志松 作曲：岩津範和

## 廃止された市町村歌
八代市
- 八代市歌[33] - 1940年（昭和15年）制定

市制施行記念。初代の市歌である。
玉名市
- 玉名市歌（旧） - 1955年（昭和30年）制定

作詞：辰巳利郎 作曲：梅沢信一
市制施行記念。初代の市歌である。
本渡市
- 本渡市歌[34] - 1955年（昭和30年）2月制定

作詞：浜崎正弘 作曲：滝本泰三
本渡わが街 - 1984年（昭和59年）9月制定
作詞：大川正敏 作曲：橋本亜三生
市民愛唱歌。
牛深市
- 牛深市歌 - 1964年（昭和39年）6月24日制定

作詞：森常雄 作曲：梅沢信一
旧市域の防災無線では現在も時報に使用されている。
下益城郡城南町
- 城南町歌 - 1975年（昭和50年）10月制定[35]